# Vera Pašennaja
Vera Nikolaevna Pašennaja (in russo  Вера Николаевна Пашенная?; col matrimonio - Gribunina; Mosca, 19 settembre 1887 – Mosca, 28 ottobre 1962) è stata un'attrice russa.
È entrata a far parte del PCUS nel 1954

## Biografia
Vera Pašennaja è nata nella famiglia del famoso attore Nikolay Roshchin-Insarov (1861 — 1899). Sua sorella, l'attrice Yekaterina Roshchina-Insarov, emigrò nel 1919.

## Filmografia parziale

### Attrice
- Polikuška (1922)
- Ekaterina Voronina (1957)
- Povest' o molodožёnach (1959)

## Premi
- Artista onorato della RSFSR
- Artista del popolo dell'Unione Sovietica
- Premio Stalin
- Premio Lenin
- Ordine di Lenin
- Ordine della Bandiera rossa del lavoro